# Клејсберг (Пенсилванија)
Клејсберг (енгл. Claysburg) насељено је место без административног статуса у америчкој савезној држави Пенсилванија.

## Демографија
По попису из 2010. године број становника је 1.625, што је 122 (8,1%) становника више него 2000. године.
| Група             | 2000.         | 2010.         |
| Белци             | 1.475 (98,1%) | 1.584 (97,5%) |
| Афроамериканци    | 2 (0,1%)      | 7 (0,4%)      |
| Азијати           | 0 (0,0%)      | 2 (0,1%)      |
| Хиспаноамериканци | 11 (0,7%)     | 14 (0,9%)     |
| Укупно            | 1.503         | 1.625         |